# Cad Goddeu
Cad Goddeu (gallese: "La Battaglia degli Alberi") è un poema contenuto nel Libro di Taliesin, dove il leggendario mago Gwydion anima gli alberi di una foresta per combattere e sconfiggere Brân il Benedetto. Il poema è noto per l'impressionante ed enigmatico simbolismo e il folto numero di interpretazioni proposte. 

## Poema
Lungo 248 linee (di solito pentasillabi) e diviso in molte sezioni, il poema si apre con un'estesa affermazione in prima persona di una conoscenza totale, in uno stile che si ritrova poi in altri passi del poema e anche in molti altri attribuiti a Taliesin.
Bum cledyf yn aghat - Io ero una spada in pugno
Bum yscwyt yg kat - Io ero uno scudo in battaglia
Bum tant yn telyn - Io ero una corda in un'arpa
L'introduzione culmina con l'affermazione di esser stato a Caer Vevenir quando il Signore di Britannia fece battaglia. Segue il racconto di una mostruosa creatura, della paura dei Britanni e come, per l'abilità di Gwydion e la grazia di Dio, gli alberi marciarono in battaglia. Poi segue un elenco di piante, ognuna con attributi notevoli, ora chiare ora oscure.
A questo punto c'è una digressione in prima persona che canta la nascita di Blodeuwedd e poi la storia di un grande guerriero, una volta un pastore e ora un viaggiatore istruito (forse re Artù o Taliesin). Dopo un riferimento al diluvio universale, alla Crocifissione di Gesù e al Giorno del Giudizio, il poema si chiude con un oscuro riferimento alla metallurgia.

## Letteratura medievale gallese
Nelle Triadi Gallesi la Battaglia degli Alberi viene definita «frivola», mentre in un altro componimento del Libro di Taliesin il poeta afferma di esser stato presente alla battaglia.
Secondo un riassunto di una storia simile preservata in Peniarth MS 98B (fine XVI sec.), il poema descrive la battaglia tra Gwydion e Arawn, il re di Annwn (l'Oltretomba). La battaglia si scatena dopo che il divino aratore Amaethon ruba un cane, una pavoncella e un capriolo ad Arawn. Alla fine Gwydion trionfa indovinando il nome di uno degli uomini di Arawn: Bran (forse Bran il Bendedetto).
Nella storia dell'infanzia di Lleu Llaw Gyffes del Mabinogion Gwydion fa apparire una foresta come una forza d'invasione.

## Interpretazioni
Il Cad Goddeu, di difficile traduzione per la sua allusività e ambiguità grammaticale, è stato soggetto a molte teorie interpretative nel XIX secolo. Stephens afferma che il componimento è «una superstizione elio-archita, una metempsicosi di un capo druido e un racconto simbolico del diluvio». Messey suggerisce che il componimento riflette la religione egizia. Nash credeva che fosse una favola di bassa qualità del XII secolo sovrapposta ad una storia dell'epoca arturiana e unite con altri frammenti poetici. Skene pensava invece che il componimento riflettesse la storia del nord del paese durante le incursioni irlandesi. Ifor Williams si domandava se non si trattasse della Battaglia di Celyddon Wood. Robert Graves sosteneva che gli alberi che combattevano in battaglia fossero le lettere dell'alfabeto ogamico. Ogni albero aveva un significato proprio e Gwydion indovina il nome di Bran dal ramo che portava. Graves supponeva che il poeta originale avesse conciliato segreti druidici su un'antica religione matriarcale celtica per paura della censura delle autorità cristiane. Suggerisce che Arawn e Bran fossero i nomi della stessa divinità infera e che la battaglia era di ingegno e di accademia: le forze di Gwydion potevano essere sconfitte solo qualora il nome della sua compagna Lady Achren ("Alberi") fosse stato indovinato, e l'esercito di Arawn solo se il nome di Bran fosse stato indovinato. Marged Haycock e Mary Ann Constantine respingono l'idea di Graves di un'antica religione nascosta e la riducono ad una parodia del linguaggio bardico. Francesco Benozzo sostiene che il componimento rappresenta antiche paure per la foresta e per i suoi poteri magici.

## Cultura
Il motivo di un esercito di alberi è presente nel folclore britannico. Infatti appare nel Macbeth di Shakespeare, che poi è stato di ispirazione agli Ent de Il Signore degli Anelli e alle Cronache di Narnia.
Una traduzione del Cad Goddeu in sanscrito è stata usata per Duel of the Fates in Star Wars: Episodio I - La minaccia fantasma da John Williams, che ha basato anche il secondo movimento del suo Concerto per Corni del 2004 sulla Battaglia degli Alberi.
La Battaglia degli Alberi ha ispirato la cantautrice francese Nolwenn Leroy per la sua canzone Ce que je suis, pubblicata nel suo album Gemme nel 2017.